# Ice Freestyle
Ice Freestyle oder Freestyle Ice Skating ist eine Form des Eislaufens, eine Mischung aus Breakdance und Eiskunstlauf. Es ist eine Sportart, die Ausdauer, Gleichgewicht und Koordination erfordert.

## Geschichte
Die Wiege des Ice Freestyle liegt in Deutschland im Jahr 2006. Die Ice Freestyler Karlsruhe haben diesen Sport mitunter durch Videos populär gemacht. Wer genau den Sport erfunden hat ist unklar und sorgt für interne Diskussionen in der Szene. 
Ice Freestyle entstand aus Tricks und Elementen aus dem Eiskunstlauf und dem Breakdance. Die Sportart wurde immer bekannter und so gibt es heute über 100 Ice-Freestyle-Gruppen.

## Elemente
Icefreestyle besteht aus Footwork und Jumps, Überbegriffe für die Tausenden von Elementen, die es gibt. Jumps reichen von 180 bis 720 bis zu Longjumps über liegende Menschen oder High Jumps von Rampen über Stangen. Bei den Flips werden Frontflips, Backflips und Sideflips gemacht. Dann gibt es noch andere Jumps und Flips wie z. B.: Butterfly, Btwist, Cheat Gainer, Handflip und Wallish. Beim Ice Freestyle wird auch Breakdance am Eis ausgeführt wie Sixstep, Windmill bis Handstand und noch viele weitere Elemente. Footwork nennt man bestimmte Trickabfolgen, die man mit den Füßen ausführt, wie Grapevine, Eight, Step to step, Triangle, Compass, Sweep usw. Bei den Stops gibt es den einfachen Hockeystop bis Hawkstop, Eaglestop, Inside/Oudside Edge, Grountouchstop, V-Stop, X-Stop, Heelslide, Kneestop und noch viele weitere. Es gibt auch Spins wie Toespin, Twofeetspin und Circle. Dann gibt es noch Tricks wie Spiderman, Venom, Cantilever, Cannon und noch viele weitere. Die ganzen Tricks kann man mit viel Übung zu einer Combo verbinden.

## Gruppen
Wenn viele Elemente und Tricks miteinander verbunden und von mehreren Ice Freestylern gleichzeitig ausgeführt werden, entstehen sehr beeindruckende Combos oder ganz eigene Choreografien bis hin zu großen Shows. Das gemeinsame Trainieren in einer Gruppe fördert die eigene Motivation, lässt Hürden durch gegenseitige Unterstützung leichter überwinden und Ziele mit mehr Leichtigkeit und Spaß erreichen. So gibt es seit 2007 die Ice Freestyler Karlsruhe und noch viele weitere Gruppen und Ice Freestyler, die den Sport sehr populär gemacht haben, wie Nagyerdei Korisok, Turtlestyle e.V., Ice Freestyler Offenburg, Alpine Ice Freestyle, Xeo Lifestyle und Ice Freestyler Polarion.

## Ausrüstung
Zur Ausrüstung gehören neben Eislaufschuhen auch Handschuhe und Knieschoner. Ice Freestyle wird am häufigsten mit Hockeyschuhen oder T-Blades ausgeführt.
Die Grundidee der T-Blades basiert auf dem einfachen und schnellen Austausch des Ersatzmessers, sobald die Lauffläche bzw. die Kanten der Kufe verschlissen sind, ohne einen kostenintensiven Schleifprozess. Dabei sind die fast vollständig aus Kunststoff bestehenden Wechselmesser mit einem dünnen Metallband versehen, das die eigentliche Lauffläche darstellt. Neben dem oben beschriebenen Wechselmesser (Runner) besteht das T-Blade-System zusätzlich aus dem Kufenhalter (Holder) sowie einem Stabilisator (Stabilizer), der zur Befestigung des Runners dient. Durch die maschinelle Herstellung der Wechselmesser (Runner) werden bei der Fertigung Genauigkeiten erreicht, die beim Schleifen einer Kufe von Hand nicht erzielbar sind – wie die absolut konstante Aufstandsfläche (Rockerform) sowie das exakte Profil des Hohlradius. Dadurch werden eine gute Wendigkeit, hohe Kurvengeschwindigkeiten und eine maximale Bremsverzögerung erreicht. Der Rückfederungseffekt des Runners führt darüber hinaus zu einem besseren Beschleunigungsverhalten und bewirkt besonders bei hoher Belastung (Kurvenfahrt) ein deutlich hörbares Geräusch.

## Regeln und Wettkämpfe
Beim Ice Freestylen gibt es grundsätzlich keine Regeln. Jeder hat seinen eigenen Stil und dieser wird respektiert. Beim Ice Freestyle sind vom Eiskunstlauf und Breakdance viele Tricks eingeflossen und auch Elemente aus anderen Sportarten. Aber trotzdem gibt es irgendwo Grenzen, was als Ice Freestyle bezeichnet wird.
Es gab schon einige Icefreestylecups, darunter 2020 in Waldbronn, Wiehl, Dortmund und Dinslaken.
Jährlich gibt es große Ice-Freestyle-Treffen und Meetings in verschiedenen Ländern.
In Deutschland gibt es seit vielen Jahren die NOFAJ (Night of Freestyle and Jumps), welche in Dinslaken stattfindet. Seit 2021 gibt es die Ice Freestyle Gala, welche im Polarion Bad Liebenzell stattfindet und von den Ice Freestylern Polarion und Patrick Brunold (alpineIcefreestyle) organisiert wird.